# Bayer János (lelkész)
Ján Bayer, magyarosan Bayer János (Eperjes, 1630 – Szepesváralja, 1674. május 14.)  evangélikus líceumi igazgató, lelkész, költő, keresztyén bölcselő.

## Életpályája
Szegény szülők gyermeke volt, a városi tanács taníttatta. 1653-ban Wittenbergbe került, ahol az egyetemet látogatta. 1653. szeptember 23-án iratkozott be; mint mester (magister) és bölcseleti segédtanár az akadémián leckéket is tartott és különböző tárgyak fölött nyilvánosan vitázott, vagy vitatkozások alkalmával elnökölt. Miután hazájába visszatért (1662), előbb az eperjesi evangélikus líceum rektora volt, majd 1667-ben Besztercebányára s onnét 1671 körül Váraljára ment mint lelkész s iskola-igazgató. Az 1672. vallási villongások alkalmával ő is nyomorba jutott, de később visszanyerte lelkészi állását és Szepesváralján halt meg.
Francis Bacon filozófiáját ő ismertette először Magyarországon. Átvette az angol bölcselő tanításait, mestere szellemében foglalkozott a logika és metafizika fontosabb tételeivel. Bacon megbecsülésére Comenius-tisztelete vezette. Aristoteles bálványozásától elfordult, a filozófiát meg akarta szabadítani a teológiai vonatkozásoktól.

## Munkái
- Disputatio de uno vero et bono. Vittebergae, 1658
- Disputatio metaphysica de attributis entis in genere. Uo. 1658
- Disputatio de gnomone sciatherico. (Uo.). 1658
- Disputatio de ente rationis. Uo. 1658
- Disputatio de conceptu entis veri et realis. Uo. 1658
- Disputatio de existentia angelorum. Uo. 1658
- De nominali entis protheoria. Uo. 1658
- Disputatio secunda: summarium decisionum controversiarum de entis ratione exhibens. Uo. 1658
- Disputatio metaphysica ... de causa et causato. Uo. 1659
- Disputatio de notitia Dei. Uo. 1659
- Disputatio metaphysica septima ... de actu et potentia. Uo. 1659
- Disputatio metaphysica duodecima ... de substantia et accidente. Uo. 1659
- Decisiones metaphysicarum disceptationum. Uo. 1659
- Ostium vel atrium naturae ichnographice delineatum. Cassoviae, 1662
- Filum labyrinthi vel cynosura seu lux mentium universalis congoscendis, expendentis et communicandis universis rebus recensa. Ugyanott, 1663
- Agon rosarius anagrammate quadruplia enodato, adumbratus. Leutschoviae, 1671
- Heraclius Africanus. Stanislao Heraclio Lubomirsky praesentatus. Uo. 1673
- De agnoscendis, cavendisque insidiis satanae oratio paraenetica. Jenae. 1682

Weber János eperjesi gyógyszerész- és bíróhoz latin ódát írt, mely annak, Lőcsén 1672-ben kiadott: Janus bifrons című munkája előszava után megjelent.